# Josh Conerly Jr.
Joshua Conerly Jr. (Seattle, 5 novembre 2003) è un giocatore di football americano statunitense che milita nel ruolo di offensive tackle per i Washington Commanders della National Football League (NFL).

## Carriera universitaria
Conerly al college giocò a football a Oregon dal 2022 al 2024. Nella prima stagione disputò tutte le 13 partite, dopo di che l'anno seguente divenne stabilmente titolare.  Nel 2024 fu inserito nella formazione ideale della Big Ten Conference e premiato come All-American.

## Carriera professionistica

### Washington Commanders
Conerly fu scelto nel corso del primo giro (29º assoluto) del Draft NFL 2025 dai Washington Commanders.